# Bettelbrot
Als Bettelbrot wurde früher Brot bezeichnet, das als Almosen erbettelt wurde.
Nach alten Vorstellungen des Aberglaubens soll es, wie anderes, was erbettelt wurde, die Eigenschaft haben, heilsam oder kräftigend zu sein. Es soll die Fähigkeit besitzen, Kindern zu helfen, besser zu lernen.
Johann Georg Schmidt behandelt das Bettelbrot ausführlich in seiner Rockenphilosophie aus dem Jahre 1718. Er versucht den Aberglauben zu widerlegen, Kinder würden schneller reden lernen, wenn sie Bettelbrot zu essen bekämen. Stattdessen schlägt er vor, das Brot den armen Kindern selbst zu geben und diese im Haus als Spielkameraden aufzunehmen.